# VC Eintracht Mendig
Der Volleyball Club „Eintracht“ Mendig ist ein Volleyballverein aus Mendig in Rheinland-Pfalz, dessen erste Männermannschaft bis 2012 in der 2. Bundesliga spielte.

## Zweite Bundesliga Männer
Der Kader der ersten Männer für die Saison 2011/12 bestand aus fünfzehn Spielern. Trainer war Bernd Werscheck, Co-Trainer war Niklas Rademacher. Als Teammanager leitete Horst Paffrath die Geschicke der Bundesliga-Mannschaft.

## Spielstätte
Kreissporthalle Mendig, Fallerstraße 65, 56743 Mendig

## Geschichte
Die Männer vom VC Mendig spielten 1996/97 und von 1998 bis 2005 in der 1. Bundesliga, in der Saison 2004/05 unter dem Namen Maoam Mendig. Nach dem Rückzug 2005 in die Regionalliga aus finanziellen Gründen gelang 2008 der Aufstieg in die 2. Bundesliga Süd, wo man 2011 Meister wurde. Nach dem Abschied von Trainer Bernd Werscheck zog man sich 2012 aus dem Leistungssport zurück.